# 板市乡
板市乡，是中华人民共和国湖南省衡陽市衡阳县下辖的一个乡镇级行政单位。

## 行政区划
板市乡下辖以下地区：
板市村、板桥村、民主村、友爱村、松林村、往宜村、山陂村、化成村、康太村和李子园村。